# Antonio Capuzzi
Giuseppe Antonio Capuzzi (* 1. August 1755 in Breno; † 28. März 1818 in Bergamo) war ein italienischer Violinist und Komponist.

## Leben
Über Capuzzis Ausbildung als Geiger und Komponist ist nur wenig bekannt. Seine vielschichtige Begabung muss aber früh erkannt worden sein, so dass er nach Venedig geschickt wurde, um dort bei Antonio Nazari Violine, sowie bei Ferdinando Bertoni, dem Kapellmeister des Markusdoms, Komposition zu studieren.
In der Musikmetropole Venedig mit ihren vielen Kirchen, welche ihr jeweils hauseigenes Orchester unterhielten, Opern, Ballett und den mit den Pariser „Concerts spirituels“ vergleichbaren öffentlichen Konzerten konnten sich Capuzzis Talente besonders gut entfalten. Nachdem sich Capuzzi schon seit etwa 1775 als Violinvirtuose in Venedig etabliert hatte, wurde er dort 1780 zum Konzertmeister der Theater San Samuele, San Benedetto und San Moisè ernannt. Ab 1785 war er Mitglied der Kapelle des Markusdoms, bevor er ab 1792 den Posten des ersten Geigers der neu eröffneten Oper La Fenice bekleidete.
Capuzzis Ruhm ermöglichte ihm nicht nur Reisen in alle wichtigen Städte Italiens, sondern auch Aufenthalte in Wien und London (1796). Nach der Besetzung Venedigs durch die Truppen Napoleons im Mai 1797 und dem damit beschlossenen politischen Ende der Republik Venedig zog es den engen Freund Capuzzis, den Lehrer und Komponisten Johann Simon Mayr, nach Bergamo. 1805 konnte er auch Capuzzi überreden, nach Bergamo zu kommen, um ihn dort als Konzertmeister und Direktor der Hofkapelle der Basilika von Santa Maria Maggiore und des Orchesters des Teatro Riccardi einzusetzen. Mayr intendierte aber hauptsächlich, Capuzzi als Lehrer der von ihm gegründeten Schule Lezioni Caritatevoli di Musica zu verpflichten, was ihm schließlich auch gelang. Durch Lehrer wie Francesco Salari, Antonio Gonzales und eben Capuzzi wurde die Lezioni zu einer der wichtigsten Schulen des Landes und brachte Künstlerpersönlichkeiten wie Antonio Piatti, Marco Bonesi, Carlo Antonio Zanetti und Gaetano Donizetti hervor.
Capuzzi blieb in Bergamo und starb dort als äußerst angesehener Geigenvirtuose, Lehrer und Komponist am 28. März 1818, neun Tage nachdem er mitten in einem Konzert an Santa Maria Maggiore einen Schlaganfall oder Herzinfarkt erlitten hatte.

## Persönlichkeit
Zu Lebzeiten galt Capuzzi als innovativer Komponist, bedeutender Lehrer und virtuoser Instrumentalist, was ihm unter italienischen Musikern den Namen „Orpheus seiner Zeit“ einbrachte. Ein ehrenvoller Beiname, wie er beispielsweise auch für Georg Friedrich Händel geläufig war.
Capuzzis musikalische Erfolge führten dazu, dass er „einen Ruf nach Rußland, einen andern nach England“ erhielt. Das Angebot aus Russland kam von Katharina der Großen, doch lehnte Capuzzi ab – wohl aus heimatlicher Verbundenheit und Liebe zum Publikum, das er stets „durch sein Spiel entzückte“.
Auch bei Kollegen muss Capuzzi äußerst beliebt gewesen sein, so ist von Simon Mayr ein Requiem und eine Kantate Per la morte di Antonio Capuzzi überliefert. Gaetano Donizetti, der von Mayr in Bergamo im „strengen Kirchenstil“ unterwiesen wurde, komponierte anlässlich des Todes Capuzzis eine Sinfonie in d-Moll per la morte di Capuzzi.

## Heutige Rezeption
Wie viele zu ihrer Zeit populäre und erfolgreiche Komponisten des 18. Jahrhunderts taucht Capuzzi nur selten in heutigen Konzertprogrammen auf, was in dessen Falle vor allem an der schlechten Überlieferungssituation liegt. Den Vergleich von damaliger und heutiger Wirkung betreffend, ist Capuzzi gleichwohl ein recht markantes Beispiel für einen „vergessenen“ Komponisten des 18. Jahrhunderts.
Kontrabassisten ist der Name Capuzzis durch ein Solokonzert geläufig, dessen Zuschreibung jedoch nicht unumstritten ist. Ein Bezug des Widmungsträgers Cavaliere Marcantonio Mocenigo zum Kontrabass ist ebenfalls nicht nachweisbar. Das Werk ist nur in einer Abschrift erhalten, die aus dem Nachlass des Bassvirtuosen Domenico Dragonetti stammt. Dieser vermachte sie testamentarisch seinem Freund und Verleger Vincent Novello, der die Handschrift wiederum im Jahr 1849 dem British Museum überließ. Der zweite und dritte Satz des Konzerts werden bisweilen auch von anderen tiefen Instrumenten (Posaune, Euphonium und Tuba) gespielt. Des Weiteren gelangen gelegentlich Capuzzis Streichquintette zur Aufführung.

## Musik
Capuzzis 1783 im Druck herausgegebene sechs Streichquintette mit zwei Violen op. 3 feierten bei Publikum und Musikern große Erfolge. Die sechs Quintette gehören zu den originellsten Werken Capuzzis. Sie sind von vergleichbaren Kompositionen Joseph Haydns und Luigi Boccherinis beeinflusst und sprechen doch gleichsam eine eigene Sprache, die ihre italienische Herkunft nie verleugnet und opernhafte und kantable Züge aufweist. Die als op. 3 publizierten Werke scheinen Mozarts späte Quintette vorwegzunehmen, wenngleich Capuzzis Arbeiten mit ihrer Art, buffoneske und ernste Stilelemente zu verschmelzen, einen ganz eigenen Charakter besitzen.
In den Streichquintetten Capuzzis ist die Inspiration von Werken wie den Haydnschen Streichquartetten op. 20 und op. 30 aber sicherlich nicht zu überhören. Tatsächlich ist überliefert, das Capuzzi – neben einigen Manuskripten unterschiedlicher komponierender Zeitgenossen – Partituren von Werken Haydns besaß.

## Werke
Capuzzis kompositorisches Schaffen, nur zu einem Bruchteil überliefert, lässt sich in drei Phasen unterteilen:

### Erste Schaffensphase
Im Zeitraum 1775 bis 1790 schrieb Capuzzi hauptsächlich kammermusikalische Werke:
- 18 Streichquartette (in jeweils drei Sechsergruppen, von denen die erste und zweite Lieferung bei Artaria in Wien in den Jahren 1780 und 1787 erschienen, der zweite Zyklus dagegen 1780 bei Alessandri e Scattaglia in Venedig)
- 6 Streichquintette mit zwei Violen op. 3 (wahrscheinlich um 1785 bei Zatta e figli in Venedig erschienen)
- 6 Divertimenti für Violine und Kontrabass
- 6 Sonaten für Violine und Kontrabass
- 3 Konzerte für Solistengruppen und Orchester
- Diverse Konzerte für Violine und Orchester

### Zweite Schaffensphase
Zwischen 1790 und 1804 entstanden primär Bühnenwerke, darunter fünf Opern:
- Cefalo e Procri, Favoli in prosa con musica, 1 Akt, Padua, 1792 (Libretto: Alessandro Ercole Conte Pepoli)
- Eco e Narciso, Favola, 1 Akt, Venedig, 1793 (Libretto: Alessandro Ercole Conte Pepoli)
- I Bagni d’Abano ossia La Forza delle prime impressioni, Commedia, 2 Akte, Venedig, Januar 1794, Teatro Venier in San Benedetto (Libretto: Antonio Simeone Sografi nach Goldoni)
- Sopra l’ingannator cade l’inganno ovvero I due granatieri, Farsa giocosa, 2 Akte, 14. Januar 1801, Venedig, Teatro Giustiniani a San Moisè (Libretto: Giuseppe Maria Foppa)
- La casa da vendere, Farsa giocosa, 1 Akt, 4. Januar 1804, Venedig, Teatro Sant’Angelo (Libretto: Giulio Domenico Camagna)
- 20 Ballette für Spielstätten in London, Wien, Rom, Neapel, Venedig, Mailand, Vicenza, Florenz und Ravenna.

Alle Opern und Ballette sind jedoch verloren, lediglich einzelne Arien wurden überliefert.

### Dritte Schaffensphase
In der dritten Phase (1804–1818) tauchen wieder viele instrumentale Werke auf:
- 15 Konzerte für Violine und Orchester
- Einige Sinfonien, Kantaten für Solostimmen und Orchester, Konzerte für Violoncello und Orchester, ein Konzert für Flöte und Orchester, sowie ein Sextett für Streicher und Holzbläser